# Ferdinand Hanusch
Ferdinand Hanusch (9. listopadu 1866 Horní Ves u Vítkova – 28. září 1923 Vídeň) byl rakouský a český odborář a sociálně demokratický politik německé národnosti, na počátku 20. století poslanec Říšské rady, v meziválečném období poslanec rakouské Národní rady, ministr rakouských vlád a autor sociální reformy.

## Biografie

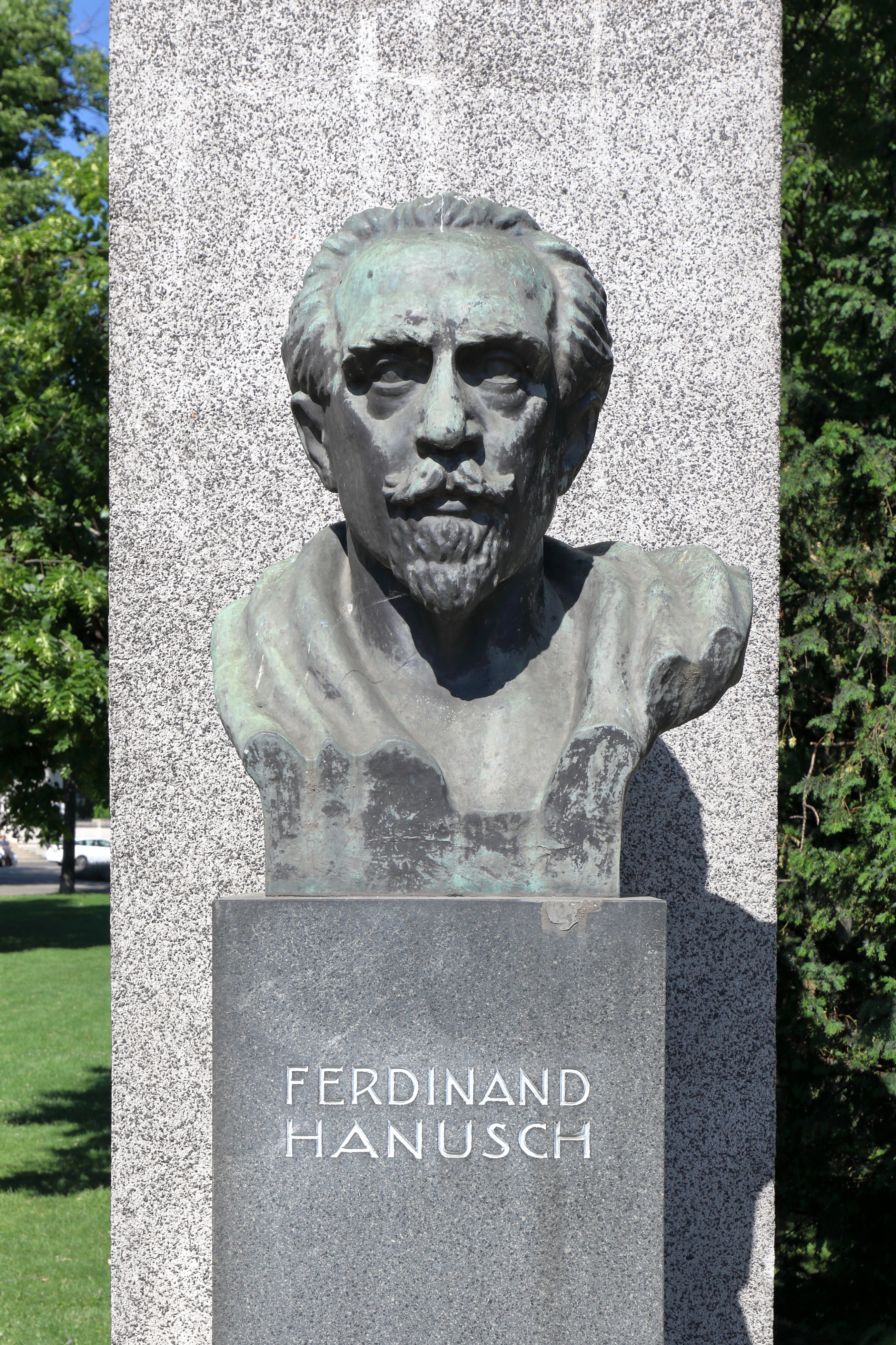
Busta Ferdinanda Hanusche na Památníku republiky ve Vídni

Narodil se v Horní Vsi u Vítkova. Pocházel z rodiny chudého tkalce. Od 13 let pracoval jako pomocný stavební dělník, od 14 let pracoval coby tovární dělník. Ve věku 15 let se stal členem dělnického spolku a rozšířil si vzdělání. V 17 letech odešel na vandr a pocestoval Vídeň, Terst, Berlín, Turecko a Rumunsko. Potom pracoval v textilní továrně, od roku 1891 byl aktivní v dělnickém hnutí. V roce 1897 se stal odborovým a stranickým tajemníkem v Šternberku a od roku 1900 tajemníkem nově ustaveného Odborového svazu textilních dělníků se sídlem ve Vídni. Roku 1903 zasedl do předsednictva Rakouské odborové komise a podílel se na odborových sjezdech.
Na počátku století se zapojil do celostátní politiky. Ve volbách do Říšské rady roku 1907, konaných poprvé podle všeobecného a rovného volebního práva, získal mandát v Říšské radě (celostátní zákonodárný sbor) za volební obvod Čechy 102. Usedl do poslanecké frakce Klub německých sociálních demokratů. Za týž obvod obhájil mandát i ve volbách do Říšské rady roku 1911 a ve vídeňském parlamentu setrval až do zániku monarchie.Profesí byl tajemníkem Svazu textilních dělníků. V parlamentu prosazoval osmihodinovou pracovní dobu a bojoval proti pracovním knížkám pro dělníky. V roce 1916 se podílel na legislativě na podporu nezaměstnaných textilních dělníků, roku 1918 prosadil šestihodinovou pracovní dobu o sobotách.
Po válce zasedal v letech 1918–1919 jako poslanec Provizorního národního shromáždění Německého Rakouska (Provisorische Nationalversammlung), následně od 4. března 1919 do 9. listopadu 1920 jako poslanec Ústavodárného národního shromáždění Rakouska a pak od 10. listopadu 1920 až do své smrti v září 1923 jako poslanec rakouské Národní rady, stále za rakouskou sociálně demokratickou stranu.
Kromě toho zastával v poválečném Rakousku i významné vládní posty. V první vládě Karla Rennera, druhé vládě Karla Rennera, třetí vládě Karla Rennera a první vládě Michaela Mayra zastával od 30. října 1918 do 22. října 1920 funkci ministra sociální péče (oficiálně státní tajemník pro sociální péči, od 15. března 1919 státní tajemník pro sociální správu). Kromě toho krátce od 1. července 1920 do 7. července 1920 byl ve třetí Rennerově vládě pověřeným ministrem dopravy (státní tajemník pro dopravní záležitosti). Jeho vládní kariéra vyvrcholila v první vládě Michaela Mayra, v níž od 7. července 1920 do 22. října 1920 působil jako rakouský vicekancléř. Měl podíl na zásadních sociálních reformách. Byly přijaty zákony o penzijním a nemocenském pojištění.
V roce 1921 po odchodu z vlády byl povolán do čela vídeňské dělnické komory. Zde se zaměřoval na kulturní a osvětovou práci mezi dělnictvem. Prosazoval zřizování dělnických knihoven.